# Шёл четвёртый год войны
«Шёл четвёртый год войны» — советский художественный фильм 1983 года, поставленный режиссёром Георгием Николаенко по повести Александра Беляева «Тайна глухого леса».

## Сюжет
Осень 1944 года. Командующий армией вызывает начальника разведки полковника Николая Павлова и приказывает в течение трёх суток установить, что происходит в немецкой спецзоне (в квадрате 6-7), находящейся в глухом лесу (в районе сёл Марьино и Гривны) на направлении нашего удара.
Накануне полковая разведка взяла в плен шестерых фельдполицейских. Под видом этих немцев Павлов посылает разведгруппу во главе с капитаном Александром Спириным.
Вовлеченные в схватку с полицаями, разведчики оставляют без внимания старосту Савелия Хомутова, догадавшегося, что перед ним вовсе не немцы.
Староста бьёт ножом капитана Спирина. При попытке побега староста и его сын-полицай уничтожаются пулями разведчиков.
Тяжело раненый капитан Спирин передаёт руководство группой капитану Надежде Мороз.
Чтобы доставить раненого Спирина к своим, часть бойцов разведгруппы отправляется к линии фронта, другие во главе с Надеждой Мороз отправляются к спецзоне.
Захватив машину с пеленгатором, а вместе с ней и находившихся в ней офицеров, Надежда Мороз узнаёт, что в случае советского наступления немцы запланировали взорвать дамбы и затопить лес, то есть приготовили советским войскам ловушку.
Бойцы, доставляющие Спирина на Большую землю, попадают в засаду и погибают. Сам капитан, избегая плена, подрывает себя гранатой, этим взрывом убивает и ранит нескольких фашистов.
Группа капитана Мороз оказывается в кольце врага, и тогда Надежда, находясь в немецкой пеленгационной машине, несколько раз открытым текстом сообщает о планах немецкого командования по автомобильной рации.
Ценой жизни разведчиков сорваны планы врага.
Полковник Павлов тяжело переживает гибель своих друзей.

## В ролях
- Людмила Савельева — капитан Надежда Мороз
- Николай Олялин — полковник Николай Павлов
- Александр Збруев — капитан Спирин
- Лев Дуров — староста Савелий Хомутов
- Николай Ерёменко-младший — Антипов, разведчик
- Александр Денисов — Журба, разведчик
- Тимофей Спивак — Артур, разведчик
- Вячеслав Баранов — Птахин, разведчик
- Владимир Смирнов — Буренков, разведчик
- Александр Лебедев — Егор Антонович Красильников, разведчик
- Александр Новиков — немец в машине-пеленгаторе
- Андрей Гусев — Беликов, шофёр полковника Павлова
- Василий Куприянов — ефрейтор Краппе
- Владимир Мащенко — пленный майор
- Юрий Сорокин
- Николай Скоробогатов — генерал
- Павел Иванов — немец
- Леонид Трутнев — Хомутов-младший, полицай
- Владимир Шихов — Хомутов-младший, полицай

## Съёмочная группа
- Автор сценария: Александр Беляев
- Режиссёр: Георгий Николаенко
- Оператор: Анатолий Гришко
- Главный художник: Альфред Таланцев
- Монтажер: Наталья Логинова
- Композитор: Виталий Филиппенко
- Текст песни: Георгий Николаенко
- Звукорежиссёр: Николай Озорнов
- Директор: Марк Левин

## Критика
Небольшие, но содержательные роли в кинокартине (отщепенец-староста (Лев Дуров), начальник разведки полковник Павлов (Николай Олялин), разведчики Антипов (Николай Ерёменко (мл.)) и Журба (Александр Денисов)) дополняют глубокую прорисовку главных персонажей: погибших капитана Спирина (в его роли — Александр Збруев) и его боевого товарища капитана Надежды Мороз (Людмила Савельева).
Точным, эмоционально насыщенным дополнением музыкального фона является песня «Как над бережком, бережком…», звучащая перед выполнением боевого задания и после кульминации картины.
Киновед Ростислав Юренев, одобрительно высказавшийся об использовании приключенческого жанра в произведениях на военную тему в целом, остался недоволен сюжетом фильмом: «Задача, стоящая перед разведчиками, окутана тайной, которая для меня так и осталась не вполне понятной: каким образом оккупанты намеревались затопить огромную лесную территорию, как рассчитывали заманить туда наши части, что предпринимали традиционные формы разведки». По мнению кинокритика, фильму не хватает достоверности: «Доверчивость солдат и офицеров противника часто кажется неестественной…», — пишет Юренев. — «Главная героиня, военная переводчица, затянутая в отлично пригнанный фашистский мундир, в тонких нейлоновых чулках, с искусно подгримированными ресницами больше похожа на популярную актрису, чем на подлинную фронтовичку».

## Технические данные
- Приключенческий, широкоэкранный, цветной, 9 частей, 2371 м.
- Кинопремьера в СССР: 12 сентября 1983 года
- В России фильм выпущен на DVD (5 зона DVD) компанией «Grand Records» в 2006 году.